# Плезант-Спрінгс (Вісконсин)
Плезант-Спрінгс (англ. Pleasant Springs) — місто (англ. town) в США, в окрузі Дейн штату Вісконсин. Населення — 3078 осіб (2020).

## Демографія
Згідно з переписом 2010 року, у місті мешкали 3154 особи в 1193 домогосподарствах у складі 949 родин. Було 1327 помешкань
Расовий склад населення:
| - 97,3 % — білих - 0,8 % — азіатів - 0,4 % — чорних або афроамериканців - 0,2 % — корінних американців |

До двох чи більше рас належало 1,2 %. Частка іспаномовних становила 1,2 % від усіх жителів.
За віковим діапазоном населення розподілялося таким чином: 22,2 % — особи молодші 18 років, 64,2 % — особи у віці 18—64 років, 13,6 % — особи у віці 65 років та старші. Медіана віку мешканця становила 46,6 року. На 100 осіб жіночої статі у місті припадало 101,4 чоловіків;  на 100 жінок у віці від 18 років та старших — 102,3 чоловіків також старших 18 років.
Середній дохід на одне домашнє господарство  становив 119 570 доларів США (медіана — 96 207), а середній дохід на одну сім'ю — 125 353 долари (медіана — 104 741). Медіана доходів становила 62 857 доларів для чоловіків та 41 563 долари для жінок. За межею бідності перебувало 1,4 % осіб, у тому числі 0,0 % дітей у віці до 18 років та 1,9 % осіб у віці 65 років та старших.
Цивільне працевлаштоване населення становило 1992 особи. Основні галузі зайнятості: освіта, охорона здоров'я та соціальна допомога — 28,1 %, фінанси, страхування та нерухомість — 10,2 %, науковці, спеціалісти, менеджери — 9,0 %, мистецтво, розваги та відпочинок — 9,0 %.